# رویال رامبل (۲۰۲۱)
رویال رامبل (به انگلیسی: Royal Rumble) یک رویداد غیر رایگان (Pay-Per-View) در کشتی حرفه‌ای است که توسط کمپانی دبلیودبلیوئی برای دو برند راو و اسمک داون خود تهیه می‌شود و این دوره‌اش هم در ۳۱ ژانویه ۲۰۲۱ در شهر سن پترزبورگ ایالت فلوریدا برگزار شد. این سی و چهارمین دوره از رویال رامبل از زمان آغاز این پی پر ویو در سال ۱۹۸۸ بود.
شش مسابقه برگزار شد که یکی از آنها در پری-شو بود. در مسابقه رویال رامبل مردان، ادج و در مسابقه رویال رامبل زنان بیانکا بلر پیروز شدند. رومن رینز در یک مسابقه پیروزی در هر مکان خشن توانست کوین اونز را شکست دهد تا از قهرمانی یونیورسال خود دفاع کند. ساشا بنکس نیز کارملا را شکست داد تا از کمربند زنان اسمک‌داون خود دفاع کند. همچنین درو مکینتایر، گُلدبِرگ را شکست داد تا از کمربند دبلیودبلیوئی خود حفاظت کند.

## زمینه‌سازی
رویال رامبل شامل مسابقاتی بین دشمنی‌های موجود، ماجراهای پیش آمده و استوری‌هایی خواهد بود که پیش از این در برنامه‌های راو یا اسمک داون پخش شده بود. کشتی‌گیرها با توجه به مسابقات یا سری اتفاقاتی که برایشان رخ می‌دهد و تنش را به حد اکثر می‌رساند، نقش منفی یا قهرمان به خود می‌گیرند.

## نتایج
| #                                                                                                 | نتایج                                                             | نوع مسابقه                                                                  | مدت زمان |
| ------------------------------------------------------------------------------------------------- | ----------------------------------------------------------------- | --------------------------------------------------------------------------- | -------- |
| ۱پ                                                                                                | نایا جکس و شینا بیزلر پیروز در مقابل آسکا و شارلوت فلر (c)        | مسابقه تگ تیم برای کمربندهای تگ تیم زنان دبلیودبلیوئی                       | ۸:۴۵     |
| ۲                                                                                                 | درو مکینتایر (c) پیروز در مقابل گُلدبِرگ                            | مسابقه تک نفره برای کمربند دبلیودبلیوئی                                     | ۲:۳۰     |
| ۳                                                                                                 | ساشا بنکس (c) پیروز در مقابل کارملا (با همراهی ریجینالد) با تسلیم | مسابقه تک نفره برای کمربند زنان اسمک‌داون                                    | ۱۰:۲۵    |
| ۴                                                                                                 | بیانکا بلر پیروز با حذف آخرین نفر یعنی ریا ریپلی                  | مسابقه سی نفره رویال رامبل زنان برای به دست آوردن حق مسابقه در رسلمانیا ۳۷  | ۵۸:۵۰    |
| ۵                                                                                                 | رومن رینز (c) (با همراهی پاول هیمن) پیروز در مقابل کوین اونز      | مسابقه آخرین فرد بازمانده برای قهرمانی یونیورسال دبلیودبلیوئی               | ۲۴:۵۵    |
| ۶                                                                                                 | ادج پیروز با حذف آخرین نفر یعنی رندی اورتون                       | مسابقه سی نفره رویال رامبل مردان برای به دست آوردن حق مسابقه در رسلمانیا ۳۷ | ۵۸:۳۰    |
| - (c) – نشان‌دهنده قهرمان(هایی) است که به میدان می‌روند - پ – نشان‌دهنده این است که مسابقه در پری–شو |                                                                   |                                                                             |          |

### فهرست شرکت کنندگان و حذف شدگان در مسابقه‌ی رویال رامبل زنان
– راو
  – اسمک‌داون
  – ان‌اکس‌تی
  – هال آف فیم (HOF)
  – کشتی‌گیر آزاد
  – برنده
| شماره | کشتی‌گیر       | برند/ وضعیت  | ترتیب | حذف شده توسط           | زمان  | حذف(ها) |
| ----- | ------------- | ------------ | ----- | ---------------------- | ----- | ------- |
| ۱     | بیلی          | اسمک‌داون     | ۱۲    | بیانکا بلر             | ۲۹:۰۸ | ۱       |
| ۲     | نیومی         | راو          | ۲۲    | نایا جکس و شینا بیزلر  | ۴۷:۳۹ | ۰       |
| ۳     | بیانکا بلر    | اسمک‌داون     | —     | برنده                  | ۵۶:۵۲ | ۴       |
| ۴     | بیلی کی       | اسمک‌داون     | ۳     | روبی رایت و لیو مورگان | ۰۸:۱۱ | ۱       |
| ۵     | شاتزی بلک‌هارت | ان‌اکس‌تی      | ۱     | شینا بیزلر             | ۰۳:۴۶ | ۰       |
| ۶     | شینا بیزلر    | راو          | ۲۴    | نایا جکس               | ۴۱:۴۶ | ۶       |
| ۷     | تونی استورم   | ان‌اکس‌تی      | ۴     | ریا ریپلی              | ۱۱:۲۱ | ۰       |
| ۸     | جیلین هال     | کشتی‌گیر آزاد | ۲     | بیلی کی                | ۰۸:۰۳ | ۰       |
| ۹     | روبی رایت     | اسمک‌داون     | ۷     | بیلی                   | ۱۰:۵۳ | ۱       |
| ۱۰    | وارون         | کشتی‌گیر آزاد | ۵     | شینا بیزلر             | ۰     |         |
| ۱۱    | پیتون رویس    | راو          | ۱۰    | شارلوت فلر             | ۱۳:۴۰ | ۱       |
| ۱۲    | سانتانا گَرِت   | ان‌اکس‌تی      | ۶     | ریا ریپلی              | ۰۴:۳۲ | ۰       |
| ۱۳    | لیو مورگان    | اسمک‌داون     | ۸     | پیتون رویس             | ۰۶:۳۷ | ۱       |
| ۱۴    | ریا ریپلی     | ان‌اکس‌تی      | ۲۹    | بیانکا بلر             | ۳۹:۰۶ | ۷       |
| ۱۵    | شارلوت فلر    | راو          | ۲۸    | ریا ریپلی و بیانکا بلر | ۳۳:۴۷ | ۱       |
| ۱۶    | دینا بروک     | راو          | ۹     | ریا ریپلی              | ۰۲:۵۸ | ۰       |
| ۱۷    | توری ویلسون   | HOF          | ۱۱    | شینا بیزلر             | ۰۳:۵۹ | ۰       |
| ۱۸    | لیسی اونس     | راو          | ۲۰    | شینا بیزلر             | ۱۹:۲۱ | ۱       |
| ۱۹    | میکی جیمز     | راو          | ۱۴    | لیسی اونس              | ۰۷:۲۰ | ۰       |
| ۲۰    | نیکی کراس     | راو          | ۱۷    | کارملا                 | ۰۷:۳۷ | ۰       |
| ۲۱    | آلیشا فاکس    | کشتی‌گیر آزاد | ۱۳    | مندی رز                | ۰۱:۴۸ | ۰       |
| ۲۲    | مندی رز       | راو          | ۱۶    | ریا ریپلی              | ۰۳:۴۹ | ۱       |
| ۲۳    | داکوتا کای    | ان‌اکس        | ۱۵    | ریا ریپلی              | ۰۲:۰۶ | ۰       |
| ۲۴    | کارملا        | اسمک‌داون     | ۱۸    | تامینا                 | ۰۰:۴۷ | ۱       |
| ۲۵    | تامینا        | اسمک‌داون     | ۲۳    | نایا جکس و شینا بیزلر  | ۰۸:۳۱ | ۱       |
| ۲۶    | لانا          | راو          | ۲۶    | ناتالیا                | ۰۹:۵۸ | ۱       |
| ۲۷    | الکسا بلیس    | راو          | ۱۹    | ریا ریپلی              | ۰۱:۰۲ | ۰       |
| ۲۸    | امبر مون      | ان‌اکس‌تی      | ۲۱    | نایا جکس               | ۰۱:۵۱ | ۰       |
| ۲۹    | نایا جکس      | راو          | ۲۵    | لانا                   | ۰۲:۴۴ | ۴       |
| ۳۰    | ناتالیا       | اسمک‌داون     | ۲۷    | بیانکا بلر             | ۰۲:۰۰ | ۱       |

1. ↑  هنگام مسابقه رامبل، آلیشا فاکس آرتروث را پین کرد تا قهرمان کمربند ۲۴/۷ شود. بعدتر زمانی که حذف شد توسط آرتروث پین شد.